# Perarella parastichopae
Perarella parastichopae is een hydroïdpoliep uit de familie Cytaeididae. De poliep komt uit het geslacht Perarella. Perarella parastichopae werd in 1988 voor het eerst wetenschappelijk beschreven door Hirohito. 